# Eulerjevi koti
Eulerjevi kóti [òjlerjevi ~] so (predvsem v mehaniki) pripomoček za opis usmerjenosti togega telesa (telesa, v katerem je relativna lega vseh njegovih točk konstantna) v trirazsežnem evklidskem prostoru. Kote je vpeljal Leonhard Euler. Telesu se lahko določi smer po nizu treh vrtenj, ki jih opisujejo Eulerjevi koti. V tem smislu je enakovredna trditev, da se lahko matrika vrtenja razstavi na produkt treh osnovnih vrtenj.

## Definicija
Z Eulerjevimi koti se predstavi prostorska usmerjenost poljubnega opazovalnega sistema s sestavo vrtenj iz referenčnega opazovalnega sistema. Nepomični sistem je v članku označen z malimi črkami (x, y, z), vrteči sistem pa z velikimi (X, Y, Z).
Presečišče koordinatnih ravnin xy in XY se imenuje vozliščnica N.
- α - kot med x in vozliščnico (precesijski kot, vrtenje okrog osi z; oznaka tudi ψ):

{\displaystyle 0\leq \alpha <2\pi }.
- β - kot med osema z in Z (nutacijski kot, vrtenje okrog osi X; oznaka tudi ϑ, oziroma θ):

{\displaystyle 0\leq \beta \leq \pi } ali {\displaystyle -{\frac {\pi }{2}}\leq \beta \leq {\frac {\pi }{2}}}.
- γ - kot med vozliščnico in osjo X (kot pravega vrtenja, vrtenje okrog osi Z; oznaka tudi φ, oziroma ϕ):

{\displaystyle 0\leq \gamma <2\pi }.
Eulerjevi koti predstavljajo enega od načinov predstavitve usmerjenosti dveh takšnih koordinatnih sistemov. Različni avtorji rabijo različne nabore kotov za opis teh usmerjenosti, ali različna imena za iste kote, kar vodi do različnih dogovorov. Zato je treba vedno navesti tudi definicjo Eulerjevih kotov.
Če ni drugače rečeno, je v članku naveden opis, ki ga prikazuje slika, po navadi označen z Z-X-Z.